# Vercingetorix
Vercingetorix (82 f.Kr. i Auvergne, Gallien – 26. september 46 f.Kr. i Rom i Romerriget) var en hærfører, der forenede de galliske stammer mod de invaderende romerske legioner. Han blev slået ved  Alesia og holdt som fange af Romerriget på Forum Romanum i Rom i fem år. I 46 f.Kr. blev han som en del af Cæsars triumftog ført gennem Roms gader og derefter henrettet ved kvælning i fængslet Tullianum på Cæsars ordre. Tullianum kan besøges i dag. Vercingetorix er først og fremmest kendt fra Cæsars Commentarii de Bello Gallico. 
Fra populærkulturen er Vercingetorix kendt fra Asterix som den galler, der lægger sine våben for fødderne af Cæsar. 